# Tit Numici Prisc
Tit Numici Prisc (llatí: Titus Numicius Priscus) va ser un magistrat romà del segle v aC. Formava part de la gens Numícia, una antiga gens romana d'origen patrici.
Va ser elegit cònsol l'any 469 aC junt amb Aulus Virgini Tricost Celiomontà. En el seu període va combatre contra el poble dels volscs amb èxit i va conquerir la ciutat de Ceno, una de les ciutats d'aquest poble. Després, amb el seu col·lega, va fer una incursió al territori dels sabins en represàlia per un atac contra territori romà.